# Agrotis extrema
Agrotis extrema är en fjärilsart som beskrevs av Köhler 1966. Agrotis extrema ingår i släktet Agrotis och familjen nattflyn. Inga underarter finns listade i Catalogue of Life.